# Петелинское сельское поселение (Тюменская область)
Петелинское се́льское поселе́ние — муниципальное образование в Ялуторовском районе Тюменской области Российской Федерации.
Административный центр — село Петелино.

## История
Статус и границы сельского поселения установлены Законом Тюменской области от 5 ноября 2004 года № 263 «Об установлении границ муниципальных образований Тюменской области и наделении их статусом муниципального района, городского округа и сельского поселения».

## Население
| 2010  | 2011  | 2012  | 2013  | 2014  | 2015  | 2016  |
| ----- | ----- | ----- | ----- | ----- | ----- | ----- |
| 1512  | ↘1508 | ↗1543 | ↘1539 | ↗1553 | ↘1552 | ↗1590 |
| 2017  | 2018  | 2019  | 2020  | 2021  |       |       |
| ↘1564 | ↘1558 | ↘1520 | ↘1511 | ↗1531 |       |       |

## Состав сельского поселения
| № | Населённый пункт | Тип населённого пункта       | Население |
| - | ---------------- | ---------------------------- | --------- |
| 1 | Бердюгино        | село                         | ↗745      |
| 2 | Петелино         | село, административный центр | ↗959      |